# Кырыми, Абдулгаффар
Абдулгаффа́р Кырыми́ (полное имя аль-Хаджж Абд аль-Гаффар бин аль-Хаджж Хасан-эфенди бин аль-Хаджж Махмуд-эфенди бин аль-Хаджж Абд аль-Ваххаб-эфенди бин аль-Хаджж Муртаза-эфенди бин Кендже бин аль-Хаджж Сафа-бег бин Худайберды-бег бин Кыят Алачы-оглу Мамай-бег аль-Кырыми; крым. Abdülğaffar Qırımiy, عبد الغفار قريمى‎) — крымскотатарский кади, поэт, историк XVIII века.

## Биография
Принадлежал к разряду улема — крымских учёных. Происходил из рода известного золотоордынского темника Мамая, сына Алачы из рода Кыят. Через жену Мамая, Бийсулу, дочь Бердибек-хана, родословная Абд аль-Гаффара Кырыми восходит к хану Батыю, а через него — к Чингисхану.
Карасубазарский кадий, автор ряда трактатов по фикху и хадисоведению. В начале 1735 года совершил Хадж к святым местам в Мекку и Медину.
Упоминается как поэт с тахаллусом Гафури. Признавался современниками как один из лучших поэтов-суфиев своего времени в Крыму.
Но более известен как историк. В 1747 году впавший в немилость хана Абдулгаффар Кырыми был сослан в крепость Суджук-кале. Здесь он написал «Умдет уль-ахбар иль-му‘тебер» и другие религиозно-исторические произведения. В 1748 году он вернулся в Крым. Крепость он охарактеризовал как «ненадёжное место».
Написал всемирную историю ислама, названную «Умдат аль-ахбар» (Основа известий) (1748 г.), в которой центральное место принадлежит изложению истории поздней Золотой Орды и Крымского ханства. В работе использовал очень большое по тем временам количество источников. Среди них:тафсиры Корана, в том числе Тавсир аль-Байдави, книги хадисов, в числе которых сборники Бухари и Муслима, «Шахнаме» Фирдоуси, исторические сочинения Табари, Мирхонда, Хафизи Абру и др., географические труды аль-Хамави и аль-Масуди. Из собственно крымских источников он опирался на не дошедшее до наших дней сочинение Хайр ад-Дина-заде Мухаммеда Ширини. Важное место среди источников Абд аль-Гаффара Кырыми занимают хроника Утемиш-хаджи и некоторые другие источники, опирающиеся на золотоордынскую историографическую традицию.
Часть этого труда «Умдат ат-таварих» (Основа летописей) в 1924—25 годах была опубликована в Стамбуле турецким историком Неджибом Асымом.